# سرای میرزا کوچک
سرای میرزا کوچک مربوط به دوره صفوی است و در اصفهان، میدان نقش جهان، بازار بزرگ، بازار تالار یانیم آور واقع شده و این اثر در تاریخ ۲۳ شهریور ۱۳۸۲ با شمارهٔ ثبت ۱۰۲۱۵ به‌عنوان یکی از آثار ملی ایران به ثبت رسیده است.